# 國際希勒爾
希勒爾：猶太校園生活基金會（英語：The Foundation for Jewish Campus Life），简稱國際希勒爾或希勒爾，是世界上最大的猶太校園組織。其在北美和全球的550多所大学和社区都有代表，包括前苏联的30个社区、以色列的9个社区和南美的5个社区。该组织以希勒尔长老的名字命名，他是1世纪从巴比伦搬到犹太的犹太宗教领袖，因提出恕道而闻名。

## 歷史
1923年，时任伊利诺伊大学厄巴纳-香槟分校的聖經文學教授Edward Chauncey Baldwin博士因猶太學生對希伯來聖經的不了解而苦惱万分，并与班傑明·弗蘭克爾一同探讨了在教學上所遇到的困境。
同年，一些當地猶太學生與大學社區居民在一間乾洗店集會，成立了希勒爾組織（英語：The Hillel Foundation）。1925年，圣约之子会承諾每年贊助12,000美元。此时该组织下辖120個基金會，以及400個校内據點。校園據點旨在為猶太學生創造溫暖而又有歸屬感的環境，並为他們提供一个校園中可以自由自在做猶太人的地方。
從1988年開始，在理查德·M·乔尔的推動之下，希勒爾在組織宗旨和結構方面进行了重大改革。這一轉變是由埃德加·M·布朗夫曼所領導的董事會促成，他于2009年退任，并由Randall Kaplan接任。
1994年，理查德·喬爾前往西格拉姆大樓（Seagram building）拜访布朗夫曼，后者便承諾支持希勒爾，并从此投身于这一事业。他还同意擔任希勒尔主席，這使得该組織在其他慈善家眼中的合法性提高了許多。此后，希勒爾組織開始振興並壮大規模，这也提高了捐助者的支助意願，並使其獲得國際間廣泛的認可。從1994年開始，布朗夫曼开始了著名的校園訪問，一直持续到2013年，他過世為止。
希勒爾被称为「世界上最大的猶太校園組織」。希勒爾組織分布于以色列、南美洲和後蘇聯國家，其據點则在澳大利亞、加拿大和英國有分布。儘管希勒尔在1923年才有全國性的組織，但德州農業機械學院（今德州農工大學）的德州A&M希勒爾組織歷史卻可以追溯至1920年。亞當·雷曼（Adam Lehman）於2015年10月被任命為首席執行長。他曾擔任美國在線的高級副總裁。
希勒爾國際的主席與首席執行長包括：班傑明·弗蘭克爾（1925-1927）；Abram L. Sachar博士（1933-1948）；
Richard M. Joel博士（1988-2003）；Wayne Firestone博士（2005-2013）； Eric Fingerhut（2013-）。